# Рукиди IV
Рукирабазайя Ойо Ниймба Кабамба Игуру Рукиди IV (англ. Rukirabasaija Oyo Nyimba Kabamba Iguru Rukidi IV; 16 апреля 1992, Уганда) — король (Омукама Торо) Торо, одного из четырёх восточно-африканских королевств в составе Уганды.

## Биография
Сын Омукама Торо, короля Торо Патрика Дэвида Мэтью Кабойо Олими III и королевы Кемигизе Кабойо.
12 сентября 1995 года наследный принц в возрасте 3,5 лет взошёл на трон, сменив умершего отца — 12-го правителя 180-летнего Королевства Торо. Попал в Книгу рекордов Гиннесса, как самый молодой царствующий монарх.

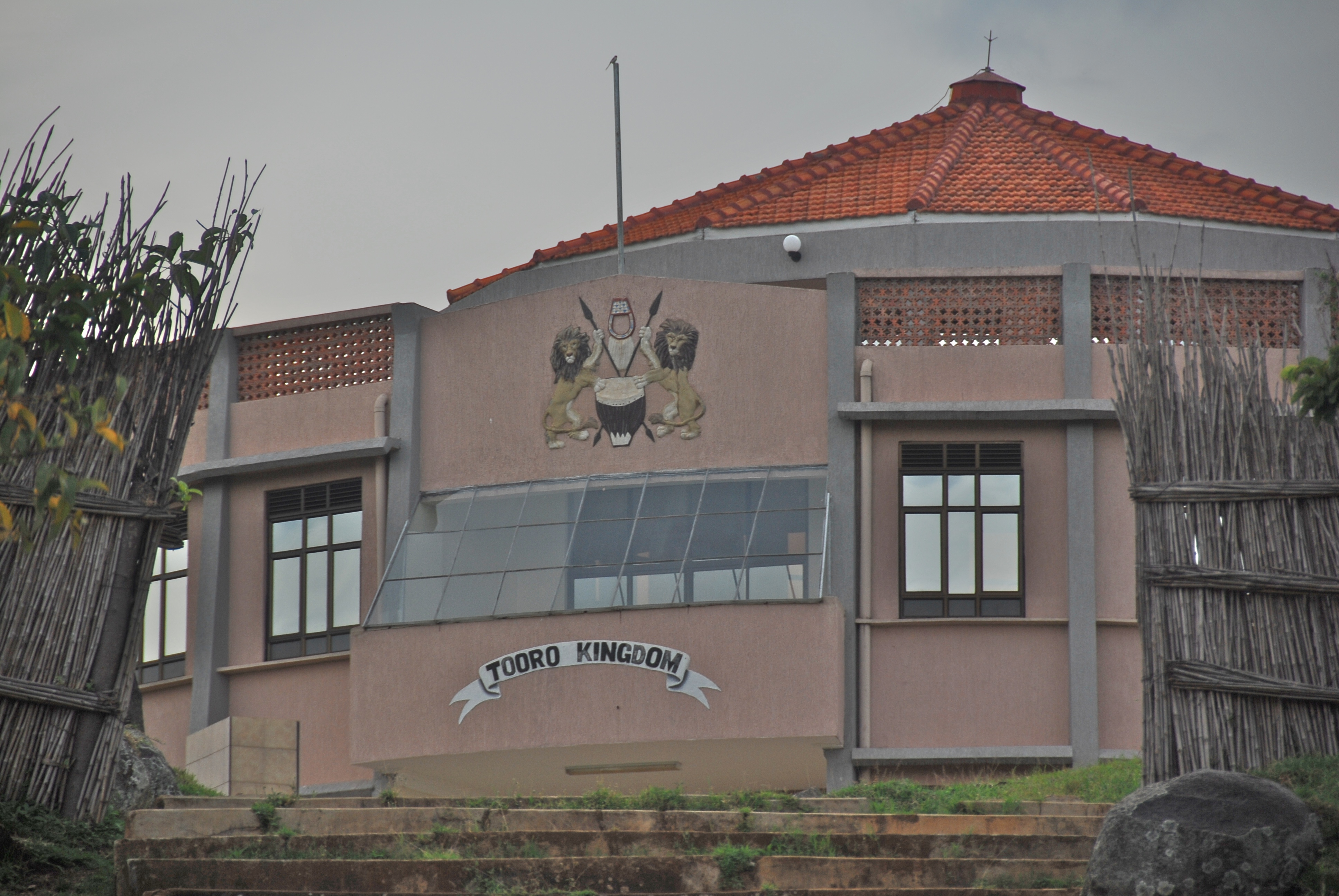
Королевский дворец Торо

До наступления совершеннолетия (18 лет) регентом при нём была мать. Находился под опекой нескольких известных людей и советников, обеспечивших его взросление и формирование к роли лидера своего народа — Торо. Среди его опекунов — президент Уганды Йовери Мусевени; принц Джеймс Мугени, его дядя; принцесса Елизавета Багайя, его тетя и крестная мать и др.
17 апреля 2010 года был коронован под именем Рукиди IV. Церемония проводилась четыре дня и четыре ночи в его дворце в столице Торо в г. Форт-Портал. Лидеры нескольких стран засвидетельствовали своё почтение, в том числе 4 лидера из Ганы, 3 лауреата Нобелевской премии, королева племени зулусов из Южной Африки, король Свазиленда, присутствовали также представители Бенина, Кот-д’Ивуара, Конго, Мали, Мавритании, Зимбабве, Египта и ряд других.
Король Рукиди IV контролирует кабинет, в который входят премьер-министр, совет регентов и членов Верховного совета.